# Hans Robert Jauss
Hans Robert Jauss (Göppingen, Württemberg, Alemanha em 12 de dezembro de 1921 – Constance, Alemanha, 1 de março de 1997) foi um escritor e crítico literário alemão. Junto com seu colega Wolfgang Iser Jauss é um dos maiores expoentes da estética da recepção, que fundamenta suas bases na própria crítica literária alemã.

## Biografia
Membro de uma tradicional família de professores, de tradição pietista, lutou na Segunda Guerra Mundial, na frente oriental na fronteira russa. Em 1948, em Heidelberg, aos vinte e sete anos, inicia seus estudos em filologia do romance, filosofia, história e história e cultura germanicas. Foi aluno de Martin Heidegger e Hans-Georg Gadamer.

## Teoria da recepção
Maria Jose Angeli de Paula descreve a posição de Jauss exposta em seu História da Literatura como Provocação. Afirma que Jauss objetivava uma "verdadeira" história da literatura que conjugasse tanto a historicidade das obras quanto as suas qualidades estéticas, sem deixar que uma sobrepujasse a outra. A análise literária que o precedeu valorizava o esquema "vida e obra", ordenando-os numa sucessão temporal. Na tentativa de transpor esta limitação Jauss dialoga com duas correntes literárias, o marxismo e o formalismo, enquanto escolas antagônicas (Angeli, 185-187).
Para Jauss as duas eram insuficientes, pois elas deveriam levar em conta os critérios de recepção, o efeito produzido pela obra nos leitores, "meta principal daquele que produz a obra e da obra em si" (Angeli, 185-187). Jauss formula assim um novo conceito de leitor, ausente na literariedade do formalismo e também no marxismo, que a transformava (assim como ao autor) em alguém que pertencia a determinada classe social. Estas são algumas das bases de sua Estética da Recepção (Angeli, 185-187).

## Publicações
- Literatura e o Leitor Coletânea com Wolfgang Iser, Luiz Costa Lima e Hans Ulrich Gumbrecht. Paz e Terra, 2000 (Ästhetische Erfahrung und literarische Hermeneutik, 1977)
- Literatura Como Provocação. Vega, 1993.
- História da Literatura como Provocação à Ciência Literária. Ática, 1994.

alemão
- Untersuchungen zur mittelalterlichen Tierdichtung, Tubinga, Beihefte zur Z. f. rom. Phil., 1959.
- Grundiss der romanischen Literaturen des Mittelalters, Heidelberg, Winter, 1962 e ss. (dir. con E. Köhler).
- Ästhetische Normen und geschichtliche Reflexion in der «Querelle des anciens et des modernes», Munich, 1964.
- Literaturgeschichte als Provokation der Literaturwissenschaft, 1974.
- Kleine Apologie des ästhetischen Erfahrung, Constanza, Universität Konstanz, 1972.
- Kurt Badts Apologie der Kunst (Konstanzer Universitatsreden ; 75)
- Alterität und Modernität der mittelalterlichen Literatur, Ges. Aufsätze 1956-1976, Munich, Fink, 1977.
- Zeit und Erinnerung in Marcel Proust «A la recherche du temps perdu»: ein Beitrag zur Theorie des Romans, Heidelberg, Winter, 1986.
- Die Epochenschwelle von 1912: Guillaume Apollinaire, "Zone" und "Lundi Rue Christine". Sitzungsberichte der Heidelberger Akademie der Wissenschaften, 1986.
- Die Theorie der Rezeption, Ruckschau auf ihre unerkannte Vorgeschichte Konstanzer Universitatsreden, 1987.
- Studien zum Epochenwandel der asthetischen Moderne (Suhrkamp Taschenbuch Wissenschaft) 1989.
- Ästhetische Erfahrung und literarische Hermeneutik. Fink, 1997.
- Wege des Verstehens, Munich: W. Fink, 1994, sua última grande publicação.
- Poetik und Hermeneutik, série de artigos em 17 volumes ("Kontingenz") em 1997.
- Probleme des Verstehens. Ausgewählte Aufsätze. 1999.

Tradução ao espanhol
- La Actual Ciencia Literaria Alemana : Seis Estudios Sobre el Texto y su Ambiente Hans Ulrich Gumbrecht, Hans Robert Jauss, Harald Weinrich e Erich Köhler. 1971.
- La literatura como provocación, Barcelona, Península, 1976.
- Experiencia estética y hermenéutica literaria, Madrid, Taurus, 1986 (tr. parcial del or. Ästhetische Erfahrung und literarische Hermeneutik 1977).
- Estética de la recepción. Arco, 1987 I.S.B.N.: 84-7635-013-7
- Experiencia Estetica Y Hermeneutica Literaria. Taurus, 1992.
- Las transformaciones de lo moderno. Estudio sobre las etapas de la modernidad estética, Madrid, Visor, 1995.
- Historia De La Literatura Como Provocacion. Península, 2004. I.S.B.N.: 84-8307-302-1
- Pequena Apologia De La Experiencia Estetica. Paidos, 2002. I.S.B.N.: 84-493-1189-6
- De la experiencia estética: Hans Robert Jauss (La Cultura en México). Experiencing ... An article from: Siempre! by Juan José Reyes. 2005.
- Las Transformaciones de Lo Moderno. VISOR, 2005. I.S.B.N.: 84-7774-576-5
- La Historia de la Literatura como Provocacion. Peninsula, 2000. ISBN 9788483073025

Tradução ao francês
- La Litterature Didactique, Allegorique et Satirique, Tome 1 (Partie historique) (Grundriss der Romanischen Literaturen des Mittelalters, Vol. 6) 1968.
- Petite Apologie de l'expérience esthétique, Allia, 2007.
- Théories esthétiques après Adorno, Actes Sud, 1992 (textos éditados por Rainer Rochlitz).
- Pour une herméneutique littéraire, Gallimard, 1988.
- Théorie des genres (textos de Tzvetan Todorov, Karl Viëtor, Hans Robert Jauss, Robert Scholes, Gérard Genette, Wolf Dieter Stempel, Jean-Marie Schaeffer), Seuil, Points Essais, 1986.
- Pour une esthétique de la réception, Gallimard, 1990.

Tradução ao inglês
- New Literary History: A Journal of Theory and Interpretation (Volume V) 1974.
- Toward an Aesthetic of Reception. Traduzido por Timothy Bahti. Minneapolis: University of Minnesota Press, 1982.
- The Dialogical and the Dialectical Neveu De Rameau: How Diderot Adopted Socrates and Hegel Adopted Diderot (Colloquy Center for Hermeneutical Studies in Hellenistic and Modern Culture), 45. 1984).
- The Book of Jonah: A paradigm of the "hermeneutics of strangeness (CHS occasional papers), 1987.
- Question and Answer: Forms of Dialogic Understanding. Traduzido por Michael Hays. Minneapolis: University of Minnesota Press. 1989.
- Aesthetic Experience and Literary Hermeneutics. Traduzido por Michael Shaw. Minneapolis: University of Minnesota Press, 2008.

## Trabalhos críticos sobre Jauss
EM ALEMÃO
- SUND, Horst. Ansprache anläßlich der Emeritierung von Hans Robert Jauß am 11. Februar 1987. In: Hans Robert Jauß: Die Theorie der Rezeption - Rückschau auf ihre unerkannte Vorgeschichte. Rede zur Emeritierung. (= Konstanzer Universitätsreden; Bd. 166). Konstanz: Universitäts-Verlag, 1987 (ISBN 3-87940-336-8). (O volume contém também uma bibliografia de 14 páginas para o periodo 1952–1987.)

EM PORTUGUÊS
- ZILBERMAN, Regina. Estética da Recepção e História da Literatura. São Paulo: Ática, 1989.
- SOARES, Maria Luísa de Castro. "Análise geral da Estética da Recepção: o modelo de Hans Robert Jauss". In Revista de Letras II, n.º 4. Vila Real, UTAD (2005), 125-134.

EM ESPANHOL
- JALÓN, M.; COLINA, F. Los tiempos del presente. Valladolid: Cuatro, 2000. p. 205-221. (Última entrevista)
- WARNING, Rainer (edit.). Estética de la recepción. Madrid: Visor, 1989 (ou 1975). Com artigos de Roman Ingarden, Felix Vodicka, Hans-Georg Gadamer, Riffaterre, Fisch, Wolfgang Iser e do próprio Jauss (p. 209-275). O prólogo de seu companheiro da dita Escola de Constança, Warning (La estética de la recepción en cuanto pragmática en las ciencias de la literatura), resume as aspirações interpretativas do grupo.

EM INGLÊS
- KELLY, Gerard. The reception of Doctrine: An Appropriation of Hans Robert Jauss's Reception Aesthetics and Literary Hermeneutics [Artigo de revisão]. Theological Studies. (Digital - July 28, 2005).